# جورجیو کاوالیری
جورجیو کاوالیری (انگلیسی: Giorgio Cavaglieri; ۱۱ اوت ۱۹۱۱ – ۱۵ مهٔ ۲۰۰۷) معمار، و نقاش اهل ایتالیا بود.